# Розважівська сільська рада
| Розважівська сільська рада — орган місцевого самоврядування у Іванківському районі Київської області з адміністративним центром у с. Розважів. Водоймища на території, підпорядкованій даній раді: річка Жерева. Сільській раді підпорядковані населені пункти: - с. Розважів - с. Жерева - с. Жеревпілля - с. Ставрівка - с. Шевченкове |

## Склад ради
Рада складається з 16 депутатів та голови.

### Керівний склад ради
| ПІБ                            | Основні відомості                                                 | Дата обрання | Дата звільнення |
| ------------------------------ | ----------------------------------------------------------------- | ------------ | --------------- |
| Петровський Володимир Іванович | Сільський голова, 1953 року народження, освіта, безпартійний      | 26.03.2006   | 31.10.2010      |
| Петровський Володимир Іванович | Сільський голова, 1953 року народження, освіта вища, безпартійний | 31.10.2010   |                 |

Примітка: таблиця складена за даними джерела